# Davey Allison

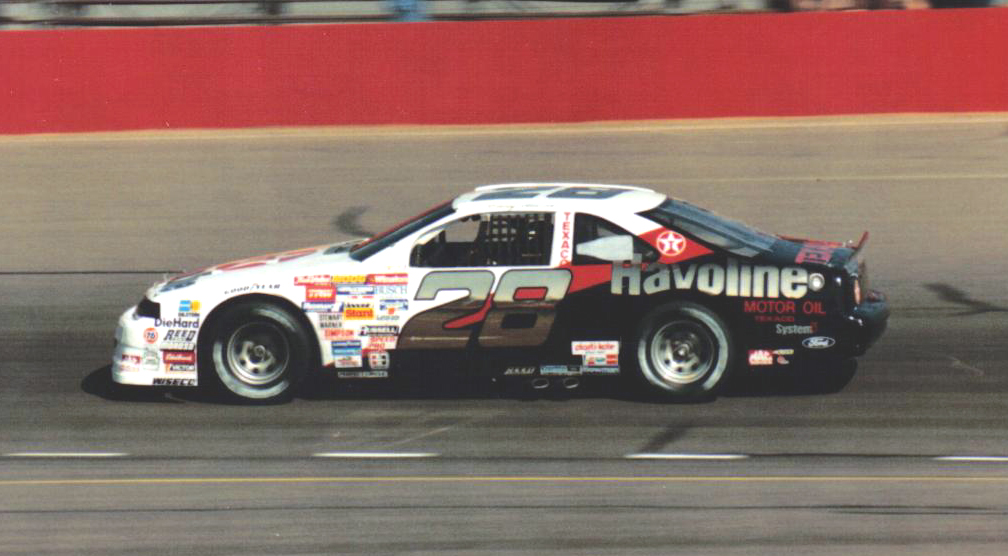
Allison in 1989

David Carl "Davey" Allison (Hollywood (Florida), 25 februari 1961 – Talladega (Alabama), 13 juli 1993) was een Amerikaans autocoureur. Hij was de zoon van Winston Cup kampioen Bobby Allison uit 1983.

## Carrière
Nadat hij in 1983 aan de slag was gegaan in de Busch Series reed Allison zijn eerste wedstrijden in de Winston Cup in 1985. De eerste overwinningen kwamen er in 1987 toen hij won tijdens de Winston 500 op de Talladega Superspeedway en de Budweiser 500 op de Dover International Speedway. Hij won dat jaar de trofee rookie of the year. In 1991 won hij vijf wedstrijden en eindigde derde in de eindstand van het kampioenschap. In 1992 won hij opnieuw vijf keer waaronder de prestigieuze Daytona 500, de race die zijn vader drie keer voor hem had gewonnen en ook deze keer werd hij derde in het eindklassement. Op 7 maart 1993 won hij zijn negentiende en laatste race toen hij als eerste over de finish kwam tijdens de Pontiac Excitement 400.

## Helikopterongeluk
Op 12 juli 1993 vloog Allison met zijn helikopter naar de Talladega Superspeedway en crashte bij de landing. Zijn passagier overleefde het ongeluk, Allison zelf overleed een dag later aan zijn verwondingen. Hij werd 32 jaar.

## Resultaten in de NASCAR Winston Cup
Winston Cup resultaten (aantal gereden races, polepositions, gewonnen races en positie in het kampioenschap)
| Jaar | Races | Polepositions | Overwinningen | Kampioenschap |
| ---- | ----- | ------------- | ------------- | ------------- |
| 1985 | 3     | 0             | 0             | 70e           |
| 1986 | 5     | 0             | 0             | 47e           |
| 1987 | 22    | 5             | 2             | 21e           |
| 1988 | 29    | 3             | 2             | 8e            |
| 1989 | 29    | 1             | 2             | 11e           |
| 1990 | 29    | 0             | 2             | 13e           |
| 1991 | 29    | 3             | 5             | 3e            |
| 1992 | 29    | 2             | 5             | 3e            |
| 1993 | 16    | 0             | 1             | 31e           |